# Xenofanés
Xenofanés z Kolofonu (řecky Ξενοφάνης ὁ Κολοφώνιος) byl starověký řecký předsokratický filosof. Narodil se v Kolofónu nejspíše kolem roku 570 př. n. l., později byl však z města vyhnán (tento údaj lze odhadnout poměrně přesně: jde o rok 545/546 př. n. l.). Poté mnoho cestoval, nejvíce se zdržoval na Sicílii. Žil poměrně dlouho, zemřel asi kolem roku 480 př. n. l. Považuje se za předchůdce Eleatů. Někdy se spekuluje, že byl jeho žákem Parmenidés, ale jejich učení je spíše paralelní než navazující.
Filosofickému úzu se vymyká kromě obsahu také stylem: na rozdíl od miléťanů nepsal v próze, ale v jambech (elektickém distichu a hexametrech). Jeho poezie je satirickou, často reflexivní lyrikou, dochovaly se nám ale pouze zlomky jeho díla.
Kritizuje často antické spisovatele (Homéra, Hesioda), způsob, jakým zpodobňují bohy, olympijské hry (politicky zneužívanou tradici) a konzumní společnost. Zcela odmítá každý druh pověry, bojuje proti víře v zázraky a ve věštění i proti nauce o putování duší a o vnuknutí božím (tedy nadpřirozené inspiraci). Existenci bohů jako takových však nepopírá, pouze zpochybňuje smýšlení některých ostatních, že bozi mají svůj počátek (narození, vznik), neboť podle něj, co má počátek, má i konec. Ostře se vymezuje proti používání peněz jako platidla.
Údajně jako první použil řecký výraz pro třešeň. Nejdříve z řeckých filosofů také reflektuje pozici básníka; podle něj je původcem díla sám autor, ne inspirace prostředkovaná múzami. Též se jako první zmiňuje o pythagorejcích. Jako jeden z prvních rovněž vyslovuje domněnku, že zkameněliny měkkýšů jsou skutečné pozůstatky živočichů kdysi žijících v moři (na místě nynější souše).
Po Xenofanovi je pojmenován kráter Xenophanes na přivrácené straně Měsíce.

## Kritika bohů
zlomky:
B11
To všechno přiřkli Homér a Hésiodos (Bohům),
co u lidí je potupou a hanbou,
že kradou, cizoloží a že se navzájem podvádějí.
B15
Kdyby však voli, koně, lvi měli ruce
kdyby mohli rukama kreslit a dovršovat díla jako lidé;
pak koně koním a voli zase volům podobné
tak kreslili by podoby bohů a tvořili těla taková,
jako (každí) právě sami mají postavu.
Xenofanés jako první kritizuje řecké náboženství. Vadí mu nejen nemorální chování bohů, ale i jejich antropomorfizace. Jestliže jiné národy zpodobňují své bohy podobni sobě, proč by to neměla dělat zvířata? Oba dva úryvky jsou velice provokativní, kritizovat Homéra a tvrdit, že i zvířata mají své bohy, znamenalo porušit tabu.
Na rozdíl od milétské školy se Xenofanés nepokoušel vytvořit ucelenou koncepci světa, myšlenky z ní čerpal nesystematicky, a jeho hlavním cílem bylo především zajistit pořádek v řecké obci: řecká polis dle jeho mínění potřebuje boha, který není podoben člověku, ale je živou silou, která ovládá kosmos – aplikuje tedy milétskou fyziku na náboženství a rozšiřuje jí o politický rozměr. Xenofanés tedy nebyl ani tak metafyzikem či přírodovědcem, ale politizujícím teologem. 

V dalších zlomcích se můžeme dočíst o jeho koncepci Boha:
B23
Jeden Bůh, největší před bohy a lidmi,
není smrtelníkům podobný představou ani myšlenkou.
B24
Celý vidí, celý myslí, celý slyší.
To, co je nejvyšší a nejlepší, může být podle Xenofana jen jedno – toto jedno je pak všudypřítomné a jeho podobu ani myšlení nelze srovnávat s podobou a myšlením lidským: Xenofanův Bůh je netělesný a nepoznatelný (má být myšlen, nikoliv zobrazován), je nehybnou silou bez pohybu v prostoru, avšak s vnitřním děním, je vlastně Nús (mysl) a je identický s jednotou celku světa – Xenofanova filozofie se tak dá nazvat filosofií panteistickou.
Tímto ztotožněním boha s jednotou celku světa se pak Xenofanés stává zároveň zakladatelem nauky o věčném, neproměnlivém bytí, jež je ukryto za rozmanitým světem jevů, a tato jeho nauka je posléze důsledně rozpracována jeho následníky, Parmenidem a Zénónem z Eleje.
Náboženství tedy má být mravné, je to jediná věc, z které si Xenofanés nedělá legraci. Jeho Bůh ale neměl kult, proto je jakákoli podobnost mezi ním a Bohem Židů pouze formální. Tuto formálnost třeba vyzdvihuje Kléméns Alexandrijský.